# Zuzgen

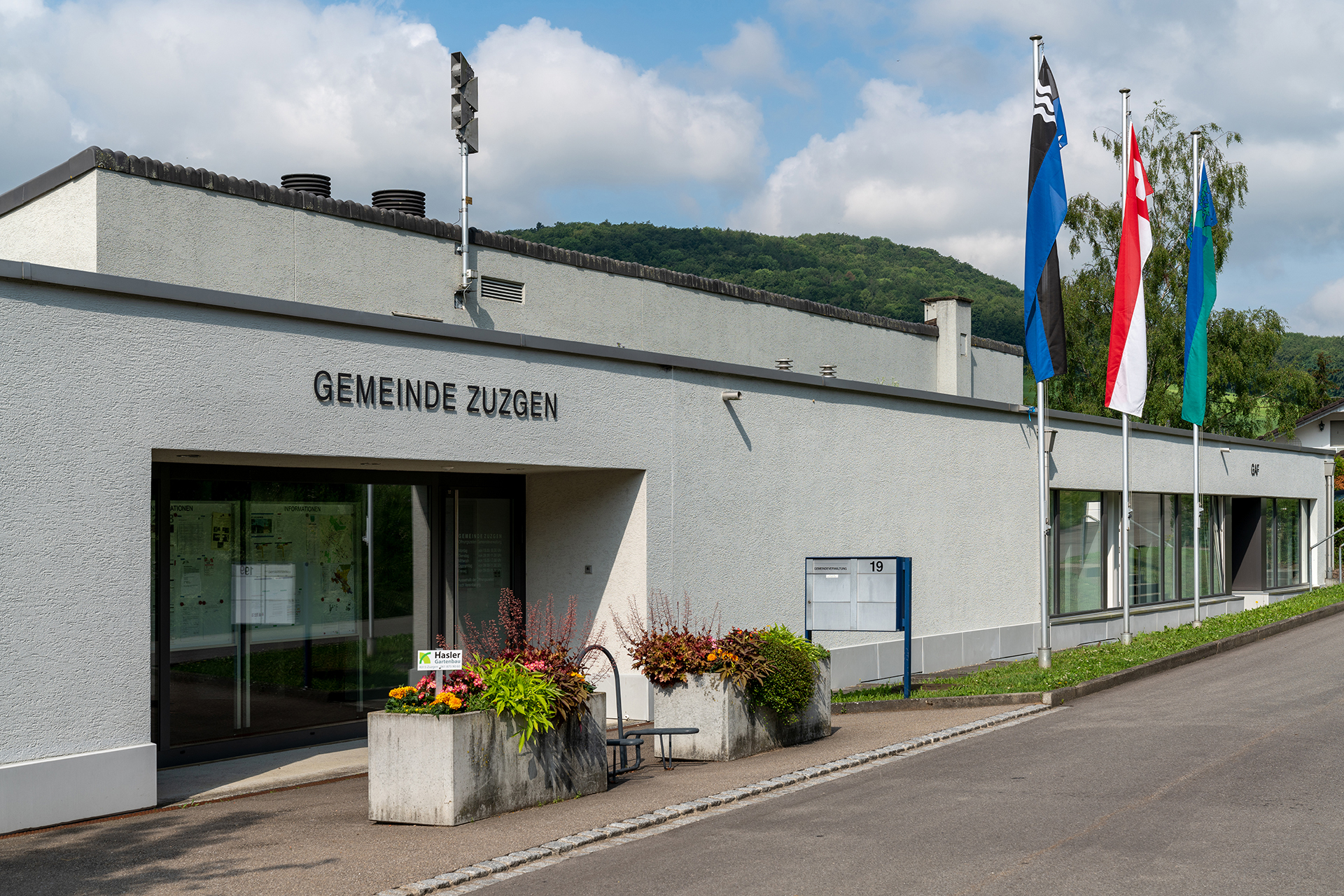
Kommunhuset i Zuzgen.

Zuzgen (schweizertyska: Zuzge) är en ort och kommun i distriktet Rheinfelden i kantonen Aargau, Schweiz. Kommunen har 897 invånare (2023).